# Autoroute A34 (Portugal)
Pour les articles homonymes, voir A34.
L'autoroute portugaise A34 est une courte autoroute de 5 km contournant la ville de Pombal, et permettant de la relier à l'. Cette autoroute est gratuite.

## Trafic
| Section                 | Trafic (en véhicules par jour) en 2010 |
| ----------------------- | -------------------------------------- |
| Louriçal () - Pombal () | 4660                                   |

## Capacité
| Section | Capacité | Longueur |
| ------- | -------- | -------- |
|         |          | 5 km     |

## Itinéraire
| Sorties            | Villes                         |
| ------------------ | ------------------------------ |
|                    | Ansião IC 8                    |
| Sortie             | Pombal N 1 Condeixa-a-Nova N 1 |
| (direction Pombal) | Zone Industrielle              |
| 04                 | Leiria Coimbra                 |
|                    | Figueira da Foz IC 8           |